# Le Repaire du ver blanc (film)
Pour plus de détails, voir Fiche technique et Distribution.
Le Repaire du ver blanc (The Lair of the White Worm) est un film d'horreur/thriller britannique réalisé par Ken Russell, librement adapté du roman du même nom de Bram Stoker, et sorti en 1988.

## Synopsis
Un archéologue écossais, Angus Flint, est emmené par un ami, Lord James D'Ampton, visiter le vieux château familial dont il vient d'hériter. Celui-ci se trouve situé à proximité d'un étrange manoir, propriété de la non moins étrange Lady Sylvia Marsh. C'est alors que des disparitions inquiétantes se produisent dans le voisinage, ce qui éveille la curiosité des deux amis. D'autant plus qu'un ancien crâne, découvert peu avant par Flint, lui est dérobé dans sa chambre. Tentant d'en savoir plus sur ce crâne et espérant ainsi comprendre pourquoi on lui a volé, ils découvrent qu'il jouerait un rôle dans un culte ancien dédié à un monstre vivant sous terre…

## Fiche technique
- Titre : Le Repaire du ver blanc
- Titre original : The Lair of the White Worm
- Réalisation : Ken Russell
- Scénario : Ken Russell, d'après le roman du même nom de Bram Stoker
- Production : Ken Russell, Dan Ireland, William J. Quigley, Ronaldo Vasconcellos
- Musique : Stanislas Syrewicz
- Photographie : Dick Bush
- Montage : Peter Davies
- Direction artistique : John Ralph
- Costumes : Michael Jeffery
- Pays d'origine : Royaume-Uni
- Langue : anglais
- Genre : horreur/thriller
- Durée : 93 minutes
- Dates de sortie : 
  - 14 septembre 1988  Canada (Festival international du film de Toronto)
  - 21 octobre 1988  États-Unis
  - 10 mars 1989  Royaume-Uni
  - 15 mars 1990  France

## Distribution
- Hugh Grant (VF : Gabriel Le Doze) : Lord James D'Ampton
- Amanda Donohoe : Lady Sylvia Marsh
- Catherine Oxenberg (VF : Natacha Muller) : Eve Trent
- Peter Capaldi : Angus Flint
- Sammi Davis : Mary Trent
- Paul Brooke : Ernie

## Distinctions

### Récompenses
- Fantafestival 1989 : Meilleurs effets spéciaux

### Nominations
- Saturn Award 1990 :
  - Saturn Award de la meilleure actrice (Amanda Donohoe)
  - Saturn Award des meilleurs costumes
- Fantasporto 1989 : Meilleur film